# Double Eclipse
Double Eclipse es el primer álbum de estudio de la banda Hardline.
El álbum tuvo tres sencillos, "Hot Cherie", "Can't Find My Way" y "Takin' Me Down", este último, escrito por los hermanos Joey y Johnny Gioeli junto a Neal Schon fue el primer corte del álbum.  Sin embargo, la música Grunge y el Hip hop evitaron que el álbum tuviera el éxito pensado, ya que esta música opacaba a los demás géneros por su gran difusión en el radio. 
Sin embargo, el álbum corrió con algo de suerte, al colarse en el Hot 100 y entrar en el Billboard's Mainstream Rock Tracks por unas semanas, permaneciendo en el lugar #37 en el mes de junio.
El segundo sencillo del álbum, "Hot Cherie", un cover que originalmente compuso Danny Spanos en el año 1983 escrito por los miembros de la banda Streetheart, se posicionó en el lugar #25 del "Mainstream Rock Tracks", permaneciendo en ese lugar durante todo el otoño del año 1992, alcanzando las 14 semanas en las listas de popularidad.
El guitarrista de la banda Journey Neal Schon se unió a los hermanos Gioeli (Johnny and Joey) y empezaron un tour por los Estados Unidos para promocionar el álbum.
Debido a varios problemas internos de la banda durante la gira, aunados a la sombra que el grunge y bandas como Nirvana le dieron al álbum y a Hardline, la banda se separó en 1993, hasta que 9 años después la banda se reintegrara, aunque con grandes cambios en la formación original.

## Lista de canciones
Todas las canciones están escritas por Neal Schon, Johnny Gioeli y Joey Gioeli a menos que se indique lo contrario.
1. "Life's a Bitch" – 4:22
2. "Dr. Love" (Mark Baker, Brian Connors, Mike Slamer) – 5:31
3. "Rhythm from a Red Car" – 3:40
4. "Change of Heart" – 4:42
5. "Everything" (Schon, Gioeli, Gioeli, Eddie Money, Jonathan Cain, Tony Marty, Mark Tanner) – 3:55
6. "Takin' Me Down" – 3:34
7. "Hot Cherie" (Randy Bishop, Daryl Gutheil, Jeffrey Neill, Kenneth Shields, Kenneth Sinnaeve) – 4:47
8. "Bad Taste" – 4:23
9. "Can't Find My Way" – 5:28
10. "I'll Be There" (Schon, Gioeli, Gioeli, Cain) – 4:36
11. "31-91" (Schon) – 1:33
12. "In the Hands of Time" – 6:18
13. "Love Leads the Way"– 4:04 (bonus track, solo para la versión japonesa del disco)

### Miembros
- Johnny Gioeli: Vocalista
- Neal Schon: Guitarra Principal
- Joey Gioeli: Guitarra rítmica
- Todd Jensen: Bajo
- Deen Castronovo: Batería.